# Championnat du monde de roller in line hockey féminin FIRS 2007
Navigation
Édition précédente Édition suivante
L'édition 2007 du championnat du monde de roller in line hockey féminin s'est déroulée du 10 au 14 juillet 2007, à Bilbao en Espagne et fut la 6e édition organisée par la Fédération internationale de roller-skating.

## Équipes engagées
| - Espagne - France | - Finlande - Royaume-Uni | - République tchèque - Singapour | - États-Unis |

## Formule
- Première phase : toutes les équipes se rencontrent.
- Seconde phase : les quatre premières équipes s'affrontent en demi-finale et finale sur un match à élimination directe.

## Phase préliminaire

### 1ejournée
| 10 juillet - 09:00 | États-Unis         | 6  | - | 1  | Royaume-Uni        |
| 10 juillet - 10:30 | République tchèque | 15 | - | 0  | Singapour          |
| 10 juillet - 12:00 | Finlande           | 0  | - | 10 | France             |
| 10 juillet - 15:00 | Royaume-Uni        | 2  | - | 1  | Espagne            |
| 10 juillet - 16:30 | Singapour          | 0  | - | 14 | États-Unis         |
| 10 juillet - 19:30 | France             | 4  | - | 1  | République tchèque |
| 10 juillet - 21:00 | Espagne            | 7  | - | 0  | Finlande           |

### 2ejournée
| 11 juillet - 09:00 | Royaume-Uni        | 11 | - | 1  | Singapour   |
| 11 juillet - 10:30 | République tchèque | 5  | - | 4  | Espagne     |
| 11 juillet - 12:00 | États-Unis         | 6  | - | 1  | France      |
| 11 juillet - 16:30 | Singapour          | 1  | - | 5  | Finlande    |
| 11 juillet - 18:00 | République tchèque | 4  | - | 2  | Royaume-Uni |
| 11 juillet - 19:30 | Espagne            | 3  | - | 2  | France      |
| 11 juillet - 21:00 | Finlande           | 0  | - | 11 | États-Unis  |

### 3ejournée
| 12 juillet - 09:00 | Royaume-Uni        | 1  | - | 4 | France             |
| 12 juillet - 10:30 | Singapour          | 2  | - | 3 | Espagne            |
| 12 juillet - 12:00 | États-Unis         | 4  | - | 3 | République tchèque |
| 12 juillet - 16:30 | Finlande           | 2  | - | 4 | Royaume-Uni        |
| 12 juillet - 18:00 | France             | 13 | - | 0 | Singapour          |
| 12 juillet - 19:30 | Espagne            | 2  | - | 9 | États-Unis         |
| 12 juillet - 21:00 | République tchèque | 5  | - | 1 | Finlande           |

### Classement
|     | Équipe             | Pts | G | P | N | B+ | B- | GA  | PIM |
| --- | ------------------ | --- | - | - | - | -- | -- | --- | --- |
| 1er | États-Unis         | 12  | 6 | 0 | 0 | 50 | 7  | +43 | 54  |
| 2e  | France             | 8   | 4 | 2 | 0 | 33 | 11 | +22 | 60  |
| 3e  | République tchèque | 8   | 4 | 2 | 0 | 33 | 15 | +18 | 30  |
| 4e  | Royaume-Uni        | 6   | 3 | 3 | 0 | 21 | 17 | +4  | 44  |
| 5e  | Espagne            | 6   | 3 | 3 | 0 | 20 | 20 | 0   | 98  |
| 6e  | Finlande           | 2   | 1 | 4 | 0 | 8  | 38 | -30 | 16  |
| 7e  | Singapour          | 0   | 0 | 6 | 0 | 4  | 61 | -57 | 24  |

## Phases finales
|  | Demi-finales       | Demi-finales       |                        |   | Finale             | Finale             |
|  | Demi-finales       | Demi-finales       |                        |   | Finale             | Finale             |
|  |                    |                    |                        |   |                    |                    |
|  | 13 juillet - 16h30 | 13 juillet - 16h30 |                        |   | 14 juillet - 16h30 | 14 juillet - 16h30 |
|  | 13 juillet - 16h30 | 13 juillet - 16h30 |                        |   | 14 juillet - 16h30 | 14 juillet - 16h30 |
|  | États-Unis         | 5                  |                        |   | 14 juillet - 16h30 | 14 juillet - 16h30 |
|  | États-Unis         | 5                  |                        |   | 14 juillet - 16h30 | 14 juillet - 16h30 |
|  | Royaume-Uni        | 0                  |                        |   | 14 juillet - 16h30 | 14 juillet - 16h30 |
|  | Royaume-Uni        | 0                  | États-Unis             | 6 |                    |                    |
|  | 13 juillet - 15h00 |                    | États-Unis             | 6 |                    |                    |
|  |                    | République tchèque | 0                      |   |                    |                    |
|  | France             | République tchèque | 0                      | 3 |                    |                    |
|  | France             |                    |                        | 3 |                    |                    |
|  | République tchèque | 4                  |                        |   |                    |                    |
|  | République tchèque | 4                  | Match pour la 3e place |   |                    |                    |
|  |                    |                    |                        |   |                    |                    |
|  | 14 juillet - 18h00 |                    |                        |   |                    |                    |
|  |                    |                    |                        |   |                    |                    |
|  | Royaume-Uni        | 1                  |                        |   |                    |                    |
|  | Royaume-Uni        | 1                  |                        |   |                    |                    |
|  | France             | 2                  |                        |   |                    |                    |
|  | France             | 2                  |                        |   |                    |                    |

### Matchs de classement
| 13 juillet - 13h30 | Espagne  | 6  | - | 1 | Finlande  |
| 13 juillet - 18h00 | Finlande | 6  | - | 1 | Singapour |
| 14 juillet - 15h00 | Espagne  | 11 | - | 0 | Singapour |

## Bilan
| 1 | États-Unis         | Médaille d'or      |
| 2 | République tchèque | Médaille d'argent  |
| 3 | France             | Médaille de bronze |
| 4 | Royaume-Uni        |                    |
| 5 | Espagne            |                    |
| 6 | Finlande           |                    |
| 7 | Singapour          |                    |